# Ylenia Scapin
Ylenia Scapin, née le 8 janvier 1975 à Bolzano, est une judokate italienne. Présente à de multiples reprises sur les podiums internationaux, la sportive compte un seul titre international majeur à son palmarès. 

## Biographie
Elle commence sa carrière dans les classes juniors dans lesquelles elle obtient notamment une médaille de bronze mondiale et une médaille d'argent européenne en 1992 et 1993. Passée au niveau senior, elle signe quelques places d'honneur aux championnats d'Europe. Sans palmarès significatif, elle participe aux Jeux olympiques d'Atlanta dans la catégorie des poids mi-lourds (moins de 72 kg). Elle parvient à remporter la médaille de bronze à seulement 21 ans. 
Dès lors, elle commence à figurer régulièrement sur les podiums européens et mondiaux sans toutefois remporter un titre majeur. Médaillée de bronze mondiale en 1999 dans une nouvelle catégorie (celle des moins de 70 kg, les poids moyens) et vice-championne d'Europe la même année, elle se qualifie sans difficulté pour ses seconds Jeux olympiques à Sydney en 2000 où elle remporte la médaille de bronze. Après cette seconde médaille olympique, l'Italienne commence à s'illustrer dans une catégorie de poids inférieure (celle des mi-moyens ou moins de 63 kg) dans laquelle elle remporte régulièrement des médailles internationales. Il lui arrive cependant de revenir dans la catégorie de poids supérieure. Elle participe pour la troisième fois aux J.O. à Athènes en 2004 dans la catégorie des moins de 63 kg (poids mi-moyen) mais est éliminée dès le premier tour par la Nord-coréenne Hong Ok-Song. 
Médaillée mondiale en moins de 70 kg en 2007 à Rio de Janeiro, l'Italienne remporte le premier titre international de sa carrière l'année suivante en gagnant les championnats d'Europe.

## Palmarès

### Jeux olympiques
- Jeux olympiques de 1996 à Atlanta (États-Unis) :
  -  Médaille de bronze dans la catégorie des mi-lourd (-72 kg).
- Jeux olympiques de 2000 à Sydney (Australie) :
  -  Médaille de bronze dans la catégorie des poids moyen (-70 kg).

### Championnats du monde
| Catégorie / Année              | 1997 | 1999 | 2001 | 2003 | 2007 |
| ------------------------------ | ---- | ---- | ---- | ---- | ---- |
| Moins de 63 kg Poids mi-moyens | -    | -    | 7e   | 3e   | -    |
| Moins de 70 kg Poids moyens    | -    | 3e   | -    | -    | 3e   |
| Moins de 72 kg Poids mi-lourds | 5e   | -    | -    | -    | -    |

### Championnats d'Europe
| Catégorie / Année              | 1994 | 1995 | 1998 | 1999 | 2000 | 2001 | 2003 | 2004 | 2005 | 2006 | 2007 | 2008 |
| ------------------------------ | ---- | ---- | ---- | ---- | ---- | ---- | ---- | ---- | ---- | ---- | ---- | ---- |
| Moins de 63 kg Poids mi-moyens | -    | -    | -    | -    | -    | 3e   | 3e   | 5e   | -    | 3e   | 7e   | -    |
| Moins de 70 kg Poids moyens    | -    | -    | 3e   | 2e   | 3e   | -    | -    | -    | 2e   | -    | -    | 1er  |
| Moins de 72 kg Poids mi-lourds | 5e   | 7e   | -    | -    | -    | -    | -    | -    | -    | -    | -    | -    |

### Divers
Tournoi de Paris (France) :
- 4 podiums en 1998, 2002, 2004 et 2005.

Jeux Méditerranéens
- Médaille d'argent en 1997 à Bari (Italie).

Par équipes :
- Médaille de bronze aux mondiaux par équipes à Bâle en 2002.

Juniors :
- Médaille de bronze aux mondiaux juniors 1992 à Buenos Aires.
- Médaille d'argent à l'Euro junior d'Arnhem en 1993.